# Miroslav Karas (novinář)
Miroslav Karas (* 1962 Karviná) je český novinář a reportér, v letech 2020–2024 ředitel televizního studia Ostrava, před tím zahraniční zpravodaj České televize v Polsku (1998–2012 a 2016–2017) a v Rusku (2012–2016 a 2018–2020).

## Život
V letech 1981 až 1985 vystudoval Fakultu žurnalistiky Univerzity Karlovy v Praze.
Od roku 1985 byl zaměstnán v redakci publicistiky pro děti v Československém rozhlase. V roce 1992 přešel do zahraniční redakce a stal se zahraničním zpravodajem v Polsku. Pro Československý a později Český rozhlas pracoval až do roku 1998, kdy přešel do České televize, kde byl také zahraničním zpravodajem v Polsku (vyjížděl i do zemí bývalého Sovětského svazu, zejména na Ukrajinu, do pobaltských zemí a Běloruska).
Od 1. srpna 2012 změnil působiště a byl zahraničním zpravodajem ČT v Moskvě. V září 2016 se do Polska jako zahraniční zpravodaj ČT vrátil a vystřídal Josefa Pazderku (jeho samotného pak v Rusku nahradil David Miřejovský). Od počátku roku 2018 se stal opět zahraničním zpravodajem ČT v Moskvě.
Na začátku roku 2020 vyhrál výběrové řízení na ředitele televizního studia Ostrava s plánovaným nástupem 1. dubna 2020. Vystřídal tak Tomáše Šiřinu. Vzhledem k mimořádné zdravotní situaci v souvislostí s pandemií covidu-19 převzal vedení studia o dva týdny dříve, 16. března 2020. Jeho funkční období trvalo čtyři roky do 31. března 2024. Na místo ředitele Televizního studia Ostrava bylo roku 2024 vypsáno výběrové řízení, kterého se Miroslav Karas rovněž zúčastnil, avšak nevyhrál ho. Ještě před oznámením výsledků k 31. březnu 2024 z ČT odešel.
V roce 2025 podal kandidaturu na funkci generálního ředitele České televize. Dne 11. června 2025 postoupil do užšího výběru pěti kandidátů a kandidátek (získal třetí nejvyšší počet hlasů, konkrétně 11 hlasů). O týden později dne 18. června 2025 však v prvním kole volby neobdržel ani jeden hlas a do dalších kol tak nepostoupil.
Miroslav Karas je ženatý. Jeho manželkou je novinářka Polského rozhlasu Julita Karasová.